# Amiskwiidae
Famille
Les Amiskwiidae sont une famille de Chaetognathes de la classe des Archisagittoidea. Elle a été décrite par Walcott en 1911.

## Liste des genres et espèces
Cette famille ne comporte qu'un seul genre :
- † Amiskwia Walcott, 1911
  - † Amiskwia sagittiformis Walcott, 1911